# 瑪麗埃塔 (伊利諾伊州)
瑪麗埃塔（英語：Marietta）是位於美國伊利諾伊州富爾頓縣的一個村落。

## 地理
瑪麗埃塔的座標為40°30′05″N 90°23′35″W / 40.50139°N 90.39306°W，而該地最高點為海拔高度198米（即650英尺）。

## 人口
根據2010年美國人口普查的數據，瑪麗埃塔的面積為0.71平方千米，當中陸地面積為0.71平方千米，而水域面積為0.00平方千米。當地共有人口112人，而人口密度為每平方千米157人。